# Jorge Guardiola Hay
Jorge Guardiola Hay (ur. 11 września 1963 w Madrycie) – hiszpański strzelec sportowy, brązowy medalista olimpijski z Seulu.
Specjalizował się w skeecie. Zawody w 1988 były jego pierwszymi igrzyskami olimpijskimi, startował również w 1992. W Seulu osiągnął największy sukces w karierze, zajmując 3. miejsce w swej koronnej konkurencji.